# Chilseok
Chilseok (hangul: 칠석; hanja:七夕; romanització revisada: Chilseok) és una festivitat coreana que té lloc el setè dia del setè mes del calendari lunar. La festa, tal com passa amb el Tanabata japonès, té els seus orígens en la festa dels sets xinesa, coneguda com a Qixi. Tradicionalment, l'època en què se celebra és el moment de l'any en que comença el període monsònic i la calor de l'estiu comença a apaivagar-se; per aquest motiu, la pluja que es dona en aquest període també és coneguda com a pluja Chilseok.

## Inspiració mitològica
Aquesta festivitat està inspirada, tal com passa en el Qixi, en la història del traginer i la teixidora. En aquest cas, el teixidor és Gyeonwu i la teixidora Jiknyeo, qui també és la filla del déu dels cels. Un dia, mentre Gyeonwu està observant per la finestra veu Jiknyeo travessant la Via Làctia; tots dos s'enamoren i, amb el vistiplau del rei, es casen. Segons la llegenda, l'amor de tots dos joves és tan fort que Jiknyeo deixa de teixir i Gyeonwu deixa de traginar. Això molesta al déu celestial que acaba decidint que els joves han de viure separats, cadascú a una banda de la via Làctia. Un cop l'any, la parella pot retrobar-se (el setè dia del setè mes) gràcies a un pont de corbs o garses que creua la Via Làctia. Un cop se n'adonen de que hauran d'esperar un any més després d'aquell dia, la parella plora tot fent ploure a la Terra, fet que s'imbolitza l'inici del monsó.

## Tradicions
Aquesta festivitat es troba relacionada amb la deïtat amb el mateix nom, el déu Chilseok, al qual molts coreans preguen durant aquesta diada o al qual realitzen ofrenes com ara arròs o vegetals. Durant el Chilseok els coreans prenen banys termals i mengen fideus de blat, així com pastissos. Era considerada l'última data de l'any on es podien menjar aliments a base de blat, ja que amb l'arribada de l'hivern aquest ingredient era difícil de trobar i perdia qualitat.
Antigament, els alumnes redactaven poemes sobre la temàtica de Gyeonwu i Jiknyeo. Altres tradicions consistien en treure la roba i els llibres dels armaris per a posar-los a secar (pogui i pokseo, respectivament), de manera que no agaféssin humitat en estar tancats.